# Adolf Flöring

Herrenschuhfabrik Flöring der Marke Roland

Adolf Flöring sen. (* 1862 in Barmen; † 1924 in Wermelskirchen) war ein deutscher Unternehmer in der Schuhindustrie.

## Werdegang
Nach Absolvierung einer Gerberlehre kam der Sohn eines Kupferschmiedes als 16-Jähriger nach Wermelskirchen, wo er als Zurichter in die hiesige Leder- und Schäfteindustrie einstieg. Bereits 1884, mit 22 Jahren, machte er sich in einem kleinen Haus am hiesigen Markt selbständig. Die Firma blühte schnell auf mit der Herstellung von Leder- und Lastingschäften. Im Jahr 1889 errichtete er ein eigenes Gebäude für seine Fabrikation an der damaligen oberen Kohlgasse, heutige Carl-Leverkus-Straße.
Sein eigentliches Verdienst um die Wermelskirchener Lederindustrie ergab sich aus seiner weitblickenden Erkenntnis, dass die Zeit der Schäftefabrikation zu Ende ging und nur noch die Herstellung fertiger Schuhe eine Zukunft hatte. Vielleicht hat auch die Erkenntnis, dass das Kaiserliche Heer ein Massenheer war, und ungeheure Mengen an Herrenstiefel benötigt würden, die Entwicklung zur Großproduktion befördert.
Bald reichten die Räume an der Telegrafenstraße und Kohlgasse für die Fabrikation nicht mehr aus. Darum errichtete Adolf Flöring ab 1897 im damals noch kaum bebauten Ostviertel der Stadt eine neue Fabrik. Zur Arrondierung des Firmengeländes und evtl. Erweiterungen kaufte er von der Familie vom Stein, Wirtsmühle, weitere Ländereien vor Notar Reichmann, Rep. 5738-41, Urkunde Nr. 324. Die Fabrik beschäftigte durch An- und Ausbauten an die 200 Mitarbeiter.
Adolf Flöring war Mitglied im Wermelskirchener Stadtrat und der Bergischen Handelskammer. Er starb 1924 im Alter von 62 Jahren und hinterließ seinem Sohn – mit gleichen Vornamen – ein blühendes Unternehmen.

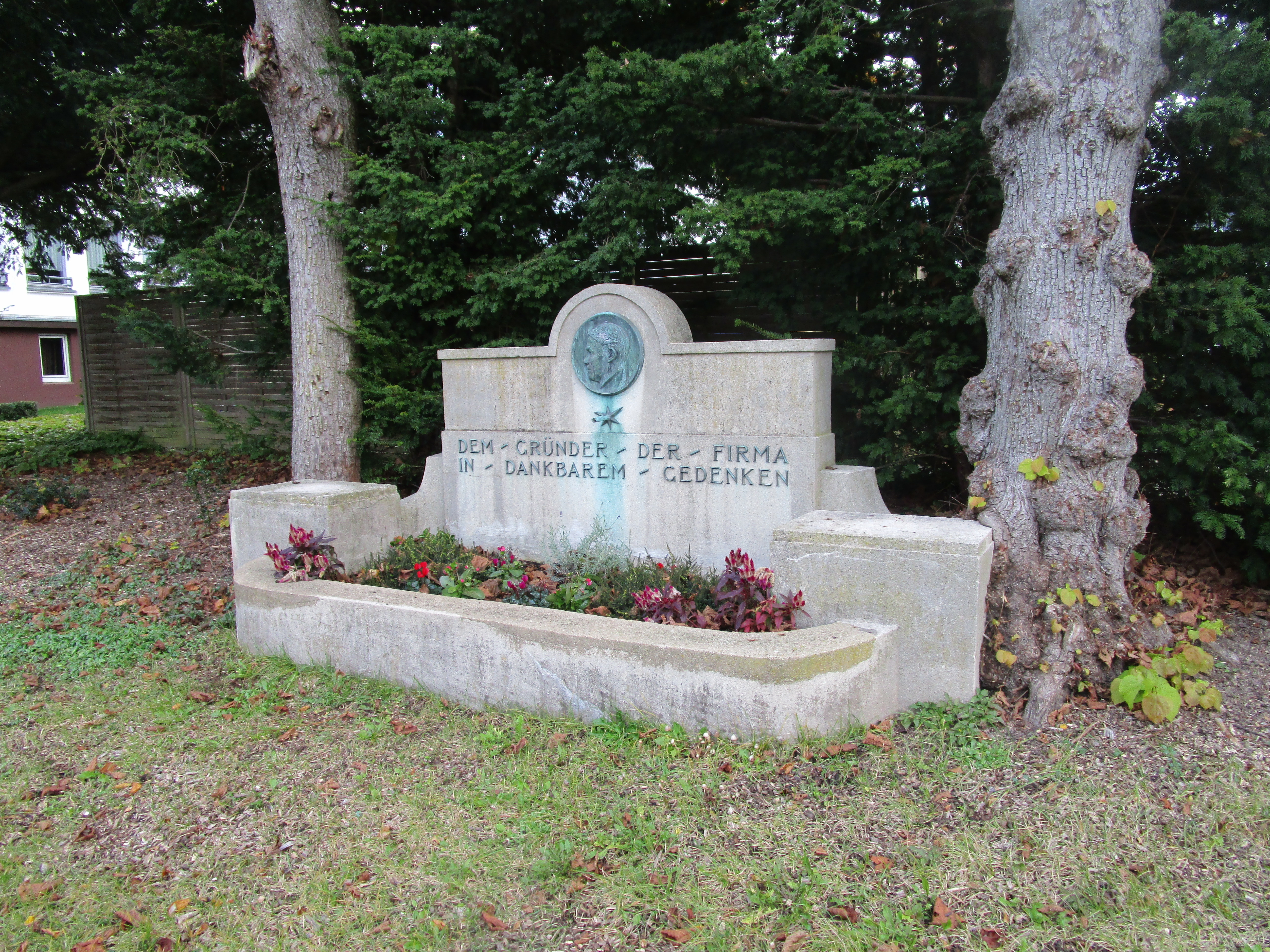
Denkmal zur Erinnerung an Adolf Flöring, Gründer der Roland-Herrenschuhfabrik auf dem Firmengelände